# Форж (Приморски Шарант)
Форж (фр. Forges) насеље је и општина у западној Француској у региону Поату-Шарант, у департману Приморски Шарант која припада префектури Рошфор.
По подацима из 2011. године у општини је живело 1211 становника, а густина насељености је износила 89,18 становника/km². Општина се простире на површини од 13,58 km². Налази се на средњој надморској висини од 11 метар (максималној 33 m, а минималној 12 m).

## Демографија
| 1962. | 1968. | 1975. | 1982. | 1990. | 1999. | 2011. |
| ----- | ----- | ----- | ----- | ----- | ----- | ----- |
| 677   | 718   | 714   | 805   | 786   | 903   | 1.211 |

График промене броја становника у току последњих година